# 에로 마사지

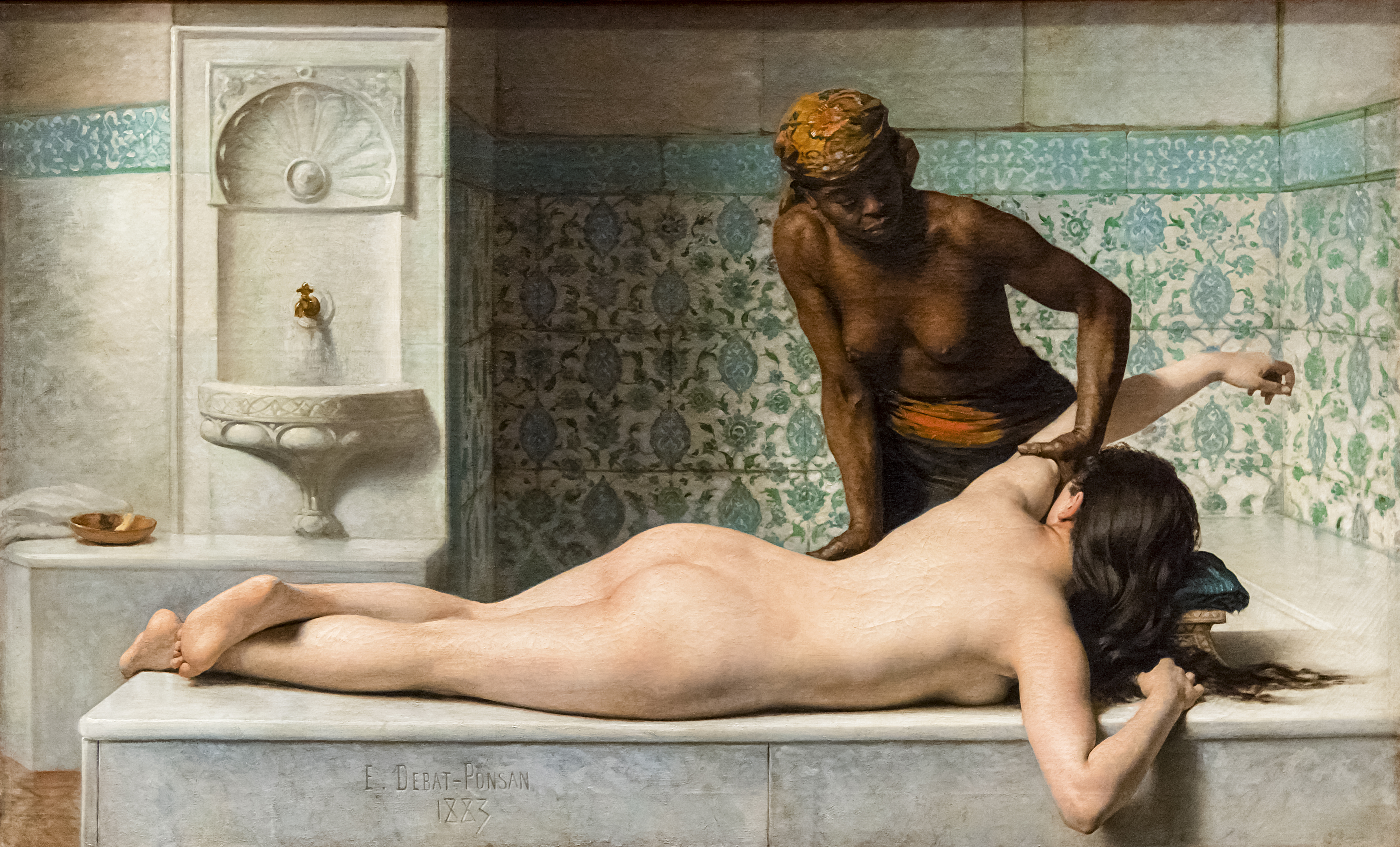

에로틱 마사지는 성감 마사지, 누루 마사지, 소피 마사지, 섹시 마사지, 센슈얼 마사지, 해피엔딩 마사를 전체적으로 포함하는 대표적인 용어 입니다. 이 마사지는 근육에 초점을 맞추기 보다는 성감대를 자극함으로써 성교 전 흥분감을 더해주고 성교 또는 사정시 쾌감을 높이기 위해 실시하는 마사지를 말한다. 마사지사가 손에 국한되지 않고, 전신에 오일 또는 젤을 사용하며 신체 접촉을 하고 때때로 섹스토이 도구를 이용하기도 한다. 또한, 성교 전 흥분감을 높여주는 기능이 있다보니 남성의 발전이나 여성의 불감증 등의 성 문제에도 도움을 줄 수 있다.
1. ↑  Spot, Thai Night (2025년 5월 23일). “Nuru massage thailand- What is Nuru Massage ?” (미국 영어). 2025년 8월 14일에 확인함.